# Tillandsia angulosa
Espèce
Classification phylogénétique
Tillandsia angulosa est une espèce de plantes de la famille des Bromeliaceae, endémique d'Argentine. Le rapport de l'épithète angulosa, signifiant « anguleuse », avec l'aspect du feuillage ou celui de l'inflorescence n'est pas bien clair.

## Protologue et type nomenclatural
- Tillandsia angulosa Mez in C.DC., Monogr. Phan. 9: 868, n° 235 (1896)

Diagnose originale
- « foliis caulem manifestum nunc quaquaverse nunc distiche vestientibus, usque ad 15 mm. longis, ex erecto optime arcuatim patentibus v. recurvis ; flore singulo, specie sessili revera brevissime stipitato, folia vix v. minute tantum superante ; sepalis antico cum reliquis ad 1 mm., posticis inter sese ad 3 mm. connatis. »

Type
- leg. Hieronymus & Niederlein, n° 851 ; "Argentinae prov. Catamarca, in valle de Tamatina"[1] ; Holotypus B (in herb. Hiern.) [ Planche en ligne ].

## Synonymie
- Tillandsia coarctata Gill. ex Baker × Tillandsia retorta Griseb. (simple hypothèse émise par Mez[1])

## Description
Tillandsia angulosa est une plante herbacée et épiphyte en rosette sur tige courte,.

## Distribution et habitat

### Distribution
L'espèce est endémique d'Argentine et se rencontre dans le centre et le nord, notamment dans la province de Catamarca.

## Habitat
Cette espèce épiphyte se rencontre souvent sur les cactées.

## Comportement en culture
Tillandsia angulosa se cultive facilement, sans substrat comme toutes les Tillandsia « aériennes ».